# Xã Hoffman, Quận Bottineau, Bắc Dakota
Xã Hoffman (tiếng Anh: Hoffman Township) là một xã thuộc quận Bottineau, tiểu bang Bắc Dakota, Hoa Kỳ. Năm 2010, dân số của xã này là 17 người.